# Triadelphia, West Virginia
Triadelphia är en kommun (town) i Ohio County i West Virginia i USA. Vid 2010 års folkräkning hade Triadelphia 811 invånare.